# Guida degli uccelli d'Europa, Nord Africa e Vicino Oriente
La Guida degli uccelli d'Europa, Nord Africa e Vicino Oriente è una guida da campo per il riconoscimento e l'identificazione degli uccelli del Paleartico Occidentale.
La prima edizione viene pubblicata nel 1999 in lingua svedese e danese (ma quasi immediatamente poi anche in lingua inglese da HarperCollins) grazie ad un progetto del principale autore, l'ornitologo Lars Svensson con la collaborazione di Peter J. Grant; il capillare lavoro illustrativo viene invece compiuto da Dan Zetterström e Killiam Mullarney. Questa prima edizione verrà pubblicata in Europa in 14 lingue ma non in italiano.
La prima pubblicazione in lingua italiana arriva nel 2012 grazie ad una prima fase di intenso dibattito ed una fondamentale spinta proveniente dal mondo dell'associazionismo ornitologico e del birdwatching, sviluppatasi in primis soprattutto in seno ad EBN Italia. Questa spinta venne raccolta dalla casa editrice Ricca Editore che pubblicò la traduzione in italiano della seconda edizione inglese, a sua volta pubblicata da HarperCollins già nel 2010, una versione ampliata e rivisitata con numerose integrazioni rispetto a quella del 1999. I curatori della traduzione in lingua italiana furono: Andrea Corso, Marco Gustin e Alberto Sorace. E già l'anno successivo la stessa edizione venne ristampata con una nuova copertina e con diverse correzioni. Successivamente furono pubblicate in Italia dalla stessa casa editrice, anche la terza e la quarta edizione.
Da alcuni anni la Guida è disponibile anche in versione digitalizzata, come app sia per dispositivi Android che per iOS ma solo in lingua inglese.
Nella guida vengono trattate le specie che si possono incontrare nel periodo riproduttivo, in quello di migrazione ed in quello di svernamento; ma sono date indicazioni anche delle specie alloctone e di quelle accidentali. Le aree di interesse riguardano tutta l'Europa continentale, le Isole britanniche, l'Islanda, il Nord Africa ed il Vicino Oriente.